# Neumocistosis
La neumocistosis o PCP (del inglés Pneumocystis pneumonia) es una infección causada por Pneumocystis jirovecii que ocurre principalmente como una infección pulmonar en pacientes con sida, el compromiso extrapulmonar es poco común, de ocurrir en la piel se presenta más comúnmente como crecimientos nodulares en el conducto auditivo externo. Por lo general causa tos, disnea (dificultad para respirar) y fiebre y puede provocar insuficiencia respiratoria. [4] La afectación fuera de los pulmones es rara, pero puede ocurrir como un tipo diseminado que afecta a los ganglios linfáticos, el bazo, el hígado, la médula ósea, los ojos, los riñones, la glándula tiroides, el tracto gastrointestinal y otros órganos. [5] [7] Si ocurre en la piel, generalmente se presenta como crecimientos nodulares en los canales auditivos o en las axilas. [3]

## Causa
Es originado por Pneumocystis jirovecii, un hongo que generalmente se inhala y se encuentra en los pulmones de personas sanas sin causar enfermedades, hasta que el sistema inmunológico de la persona se debilita, facilitando el desarrollo de la infección. Por eso es llamado infección oportunista.[7]

## Factores de riesgo
La neumocistosis ocurre predominantemente en personas enfermas con VIH/SIDA. [8] Otros factores de riesgo incluyen enfermedad pulmonar obstructiva crónica, cáncer, enfermedades autoinmunes, hematológicas, trasplante de órganos en tratamiento con inmunosupresores o tomar corticosteroides por largo tiempo. [8]

## Diagnóstico

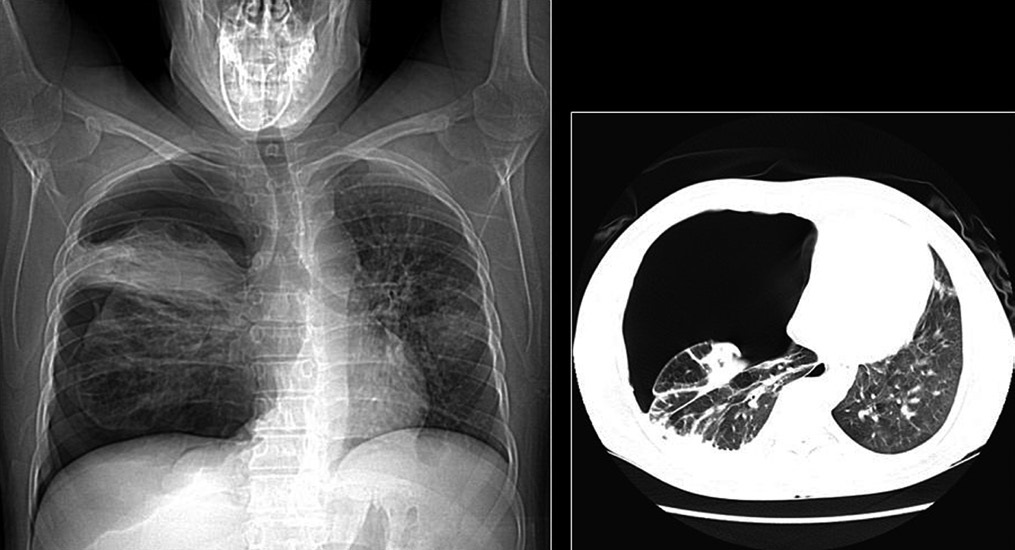
Radiografía y tomografía de tórax en las que se aprecia neumocistosis

El diagnóstico de neumonía por Pneumocystis se realiza mediante la identificación del organismo a partir de una muestra de expectoración, líquido de los pulmones afectados o una toma de biopsia pulmonar. [4] [3] Una radiografía y una tomografía de tórax de los pulmones afectados muestra una sombra generalizada en ambos pulmones, con un patrón de "ala de murciélago" y una apariencia de vidrio esmerilado o deslustrado. [2] [7] Se pueden usar tinciones de Giemsa o de plata para identificar el organismo, así como la inmunofluorescencia directa de las células infectadas. [3]
El diagnóstico en el ojo involucra la realización de una fundoscopia. [12] Se puede realizar una biopsia de la retina y la capa coroidea. [12] En el hígado afectado, la biopsia muestra áreas focales de necrosis y ensanchamiento sinusoidal. [10] La tinción con H&E muestra un material rosa espumoso extracelular. [10] Los quistes típicos con un punto oscuro sólido se pueden ver con una tinción de plata de Grocott. [10]
La prevención en personas de alto riesgo y el tratamiento en las personas afectadas suele ser con trimetoprima/sulfametoxazol (cotrimoxazol). [4] [8]
Se desconoce la prevalencia. [7] Menos del 3% de los casos no involucran los pulmones. [7] Los primeros casos de neumocistosis que afectaban a los pulmones se describieron en bebés prematuros en Europa después de la Segunda Guerra Mundial. [9]